# Neerja Bhanot
Neerja Bhanot (* 7. September 1962 in Chandigarh; † 5. September 1986 in Karatschi), verheiratet Neerja Mishra, war eine indische Flugbegleiterin. Internationale Bekanntheit erlangte sie durch ihren selbstlosen Einsatz als Besatzungsmitglied des Pan-Am-Fluges 73, bei dessen Entführung sie ums Leben kam. Postum wurden ihr zahlreiche Auszeichnungen zuteil, unter anderem erhielt sie als erste Frau den indischen Ashok Chakra Award für Tapferkeit.

## Leben

### Ausbildung und Anstellung als Flugbegleiterin
Neerja Bhanot wurde 1962 (anderen Angaben zufolge 1963 oder 1964) als Tochter von Harish Bhanot (1922–2008), Journalist bei der indischen Tageszeitung The Hindustan Times, und dessen Ehefrau Rama geboren. Sie wuchs mit zwei älteren Brüdern auf und wurde in ihrer Familie „Lado“ gerufen. Neerja Bhanot besuchte die Sacred Heart School in ihrer Geburtsstadt Chandigarh. Im März 1974 zog die Familie nach Bombay um, wo Bhanot Schülerin der Bombay Scottish High School wurde. Ihre schulische Ausbildung schloss sie am St. Xavier’s College in Bombay ab.
Im März 1985 fand eine arrangierte Hochzeit statt und Bhanot zog von ihrer Familie fort, um einen gemeinsamen Haushalt mit ihrem Ehemann am Persischen Golf zu gründen. Die Beziehung verlief jedoch unglücklich und Bhanot kehrte bereits zwei Monate später zu ihrer Familie nach Bombay zurück. Dort folgten erste Modelaufträge, nachdem sie bereits als 16-Jährige von einer Zeitschrift entdeckt worden war. Neben ihrer Arbeit als Fotomodell für die Werbung (sie nahm ca. 90 Aufträge wahr) erhielt sie am 16. Januar 1986 in Bombay eine Anstellung als Flugbegleiterin bei der US-amerikanischen Fluggesellschaft Pan American World Airways (Pan Am). Ihre Ausbildung absolvierte sie im US-amerikanischen Miami. Im April 1986 wurde sie aufgrund ihrer Führungsqualitäten zur ranghöchsten Flugbegleiterin (Purserette) befördert. Auch begann sie in Hinblick auf ihre Modelkarriere an einer Fotomappe zu arbeiten.

### Entführung von Pan-Am-Flug 73 und Tod
Am 5. September 1986 befand sich Bhanot als Kabinenchefin auf Pan-Am-Flug 73. Der Linienflug, für den eine Boeing 747-100 (Luftfahrzeugkennzeichen: N656PA, Name: Clipper Empress of the Seas) eingesetzt wurde, sollte von Bombay nach New York führen, mit geplanten Zwischenlandungen auf den Flughäfen von Karatschi und Frankfurt. Beim Boarding in Karatschi um 06:05 Uhr morgens wurde die Pan-Am-Maschine von vier Terroristen der palästinensischen Abu-Nidal-Organisation entführt, die sich als Sicherheitspersonal verkleidet hatten. Neerja Bhanot gelang es, über das Bordtelefon die Cockpitbesatzung zu warnen, woraufhin diese die Cockpittür verschloss und sich über eine Deckenluke abseilen konnte. Damit waren die Pläne der Entführer zunichtegemacht, die Boeing 747 mit den 374 Passagieren und 15 Besatzungsmitgliedern nach Larnaka, Zypern, umzuleiten. Geplant war, 1500 Häftlinge aus zypriotischen und israelischen Gefängnissen freizupressen. Als die Entführer anordneten, alle Pässe der Passagiere durch die Flugbegleiter einsammeln zu lassen, um Fluggäste mit US-amerikanischer Staatsangehörigkeit zu selektieren, versteckte Bhanot die US-amerikanischen Pässe. Dennoch wurde ein 29-jähriger Passagier mit US-amerikanischer Staatsangehörigkeit exekutiert. Bhanot selbst gab sich den Terroristen gegenüber als ranghöchste Flugbegleiterin zu erkennen, blieb ruhig und lächelte auch während der Geiselnahme, um die Passagiere zu beruhigen. Damit brachte sie die Entführer gegen sich auf, mit denen sie versuchte, auch Blickkontakt aufzunehmen. Die Entführer richteten oft ihre Schusswaffen auf Bhanot und verdächtigten sie, heimlich mit den Passagieren zu kommunizieren. Auch kümmerte sie sich um Kinder und gebrechliche Passagiere.
Nach 16 Stunden Geiselnahme fiel um 21:55 Uhr die Stromversorgung in der Maschine komplett aus. Daraufhin begannen die Entführer mit ihren automatischen Schusswaffen das Feuer auf die Passagiere zu eröffnen und zündeten zwei Granaten. Bhanot und die übrigen Flugbegleiter begannen sofort die Notausgänge zu öffnen. Bereits verletzt warnte Bhanot flüchtende Passagiere vor der großen Höhe der Notausstiege über die Tragflächen der Boeing 747 und warf sich laut offiziellen Berichten von Pan Am im Kugelhagel schützend vor drei Kinder. Sie starb später an den Folgen ihrer schweren Schussverletzungen, während 19 Passagiere ebenfalls ums Leben kamen; mehr als 120 Menschen wurden verletzt. Pakistanische Sicherheitskräfte konnten erst 15 Minuten nach Beginn der Schüsse die Pan-Am-Maschine stürmen und die vier Entführer lebend verhaften.
Eine gecharterte Indian-Airlines-Maschine flog 98 Überlebende sowie die Leichname von sechs Opfern am 7. September 1986 zurück nach Bombay, darunter auch den von Bhanot, die an diesem Tag ihren 24. Geburtstag gefeiert hätte. Am 8. September wurde ihre Leiche in Bombay eingeäschert. Am selben Tag stellte die Pan Am ihre Flüge nach Karatschi aufgrund von Sicherheitsbedenken offiziell ein.

### Nachwirken
Postum wurde Neerja Bhanot für ihren Einsatz während der Flugzeugentführung von ihrem Arbeitgeber Pan Am, aber auch von indischen und internationalen Medien als Heldin gefeiert. Ein Sprecher von Pan Am beschrieb sie als „eine mutige Frau, die das Kommando des Flugzeugs übernahm“, nachdem den Piloten die Flucht gelungen war. Die Sunday Mail of New Delhi betitelte Bhanot als „heroine of the hijack“ (dt.: „Heldin der Entführung“). Noch im Jahr ihres Todes wurde sie mit der höchsten zivilen Tapferkeitsauszeichnung Indiens in Friedenszeiten geehrt, dem Ashok Chakra Award. Bhanot war die erste Frau, die diese Auszeichnung erhalten hat, und ist gleichzeitig bis heute die jüngste Preisträgerin. Ebenso wurde sie 1987 als bisher einzige Inderin mit dem „Heroism Award“ der US-amerikanischen Flight Safety Foundation (FSF) geehrt. Weitere Auszeichnungen waren unter anderem der pakistanische Tagme-e-Insaniyat, die „Medal of Heroism“ der National Society of the Sons of the American Revolution sowie 2005 der „Justice for Crimes Award“ vom Büro des United States Attorney, Washington, D.C. und 2011 eine Ehrung durch das indische Zivilluftfahrtministerium. 2004 gab die indische Post außerdem eine Briefmarke der Ashok-Chakra-Preisträgerin mit ihrem Abbild heraus.
Bhanots Familie gründete 1990 in Erinnerung an ihre Tochter den Neerja Bhanot Pan Am Trust, der jährlich zwei Auszeichnungen vergibt. Eine wird für indische Frauen gestiftet, die sich erfolgreich gegen soziale Ungerechtigkeit zur Wehr gesetzt haben. Die zweite wird an Mitglieder von Flugbesatzungen weltweit vergeben, die sich in einer schwierigen Situation überdurchschnittlich verhalten haben. Die Preise sind mit je 150.000 Indischen Rupien dotiert. Generalsekretär der Organisation ist Bhanots Bruder Aneesh, ein Werbefachmann. Ab 2011 gab Aneesh Bhanot in Erinnerung an seine Schwester zwei Bücher zu bekannten Persönlichkeiten aus Chandigarh, der Geburtsregion seiner Schwester, heraus.
Im Jahr 2008 kam die US-amerikanische Regierung mit Libyen überein, gegen eine Zahlung von 1,5 Mrd. US-Dollar alle Ansprüche aus der Flugzeugentführung aufzugeben. Damit wurde eine eingereichte Klage von Flug-73-Passagieren vor einem Gericht in Washington, D.C. eingestellt. Für Kritik sorgte jedoch die Entscheidung, nur US-amerikanische Staatsangehörige mit der Summe abzufinden. Neerja Bhanots Mutter Rama kritisierte öffentlich diese Entscheidung und schrieb mit 120 weiteren Indern (darunter Familien von 13 bei der Flugzeugentführung getöteten Indern) Briefe an das Weiße Haus und den US-amerikanischen Botschafter in Indien. Sie plädierte für eine Regelung wie im Fall des Lockerbie-Anschlags, bei dem Passagiere aller Nationalitäten berücksichtigt worden waren.
Die vier überlebenden Entführer von Flug 73 sowie ein weiterer Verdächtiger, der an den Planungen beteiligt gewesen sein soll, wurden 1988 in Pakistan zum Tode verurteilt, was aber später in lebenslange Haftstrafen umgewandelt wurde. Der mutmaßliche Anführer, Zayd Hassan Abd Al-Latif Masud Al Safarini, wurde im September 2001 nach einer Reihe von Amnestien aus der Haft entlassen, jedoch einen Tag später von US-amerikanischen Agenten in Bangkok gefangen genommen, als er zu Verwandten nach Jordanien reisen wollte. Er wurde 2004 in den Vereinigten Staaten zu einer Haftstrafe von 160 Jahren verurteilt und verbüßt diese in einem Gefängnis in Colorado. Die vier anderen Täter – Wadoud Muhammad Hafiz al-Turki, Jamal Saeed Abdul Rahim, Muhammad Abdullah Khalil Hussain ar-Rahayyal und Muhammad Ahmed al-Munawar – wurden im Januar 2008 aus dem pakistanischen Adiala-Gefängnis freigelassen, woraufhin das FBI ein Kopfgeld von fünf Mio. US-Dollar auf sie aussetzte. Jamal Saeed Abdul Rahim soll im Januar 2010 laut den pakistanischen Behörden bei einem Raketenangriff im nördlichen Wasiristan ums Leben gekommen sein.

## Postume Ehrungen
- 1987: Ashok Chakra Award der indischen Regierung
- 1987: „Heroism Award“ der US-amerikanischen Flight Safety Foundation (FSF)
- „Tagme-e-Insaniyat“ (Pakistan)
- „Medal of Heroism“ der National Society of the Sons of the American Revolution
- 2005: „Justice for Crimes Award“ des Büros des United States Attorney, Washington, D.C.[26]
- 2006: „Special Courage Award“ des Justizministeriums der Vereinigten Staaten
- 2011: „Indian Civil Aviation Ministry's Award“[18]
- 2011: „Courage of Conviction Karamveer Puraskar“ von iCONGO[27]

## Film
- Neerja (2016) mit Sonam Kapoor in der Titelrolle[28]